# Parafia Najświętszego Serca Pana Jezusa i św. Marka Ewangelisty w Wołkach
Parafia Najświętszego Serca Pana Jezusa i św. Marka Ewangelisty w Wołkach (biał. Парафія Найсвяцейшага Сэрца Пана Езуса i св. Марка, евангеліста y Валках) – była parafia rzymskokatolicka w Wołkach. Należała do dekanatu postawskiego diecezji witebskiej. Formalnie istniała do 2016 r., lecz nie posiadała świątyni. 